# TBN 충남매거진
TBN 충남매거진은 TBN 충남교통방송(서산 FM 103.9MHz, 천안 FM 103.1MHz)에서 평일 오후 4시 5분부터 오후 5시 52분까지 방송되는 충남권 지역의 라디오 정보 프로그램이다.